# Roncus comasi
Espèce
Roncus comasi est une espèce de pseudoscorpions de la famille des Neobisiidae.

## Distribution
Cette espèce est endémique de Tunisie. Elle se rencontre sur le djebel Serj dans la grotte Sidi Bou Zouitine.

## Étymologie
Cette espèce est nommée en l'honneur de Jordi Comas.

## Publication originale
- Volker Mahnert, « Roncus (Parablothrus) comasi, espèce nouvelle d'une grotte de la Tunisie (Pseudoscorpiones, Neobisiidae) », Speleon, vol. 26-27,‎ 1985, p. 17-20 (ISSN 0490-4117).